# St. Marien (Heessen)
Die römisch-katholische Filialkirche St. Marien ist ein Kirchengebäude in Heessen, einem Stadtbezirk von Hamm in Nordrhein-Westfalen. Sie war die Pfarrkirche der bis zum 1. Advent 2004 selbstständigen Kirchengemeinde St. Marien in Heessen. Heute gehört sie als Filialkirche zur Kirchengemeinde Papst Johannes mit der Pfarrkirche St. Stephanus.

## Geschichte und Architektur
Der T-förmige, schräg in einen quadratischen Sockelbau eingestellte Saal wurde von 1985 bis 1986 von Peter Kulka und Hans Schilling errichtet. Der Turm steht seitlich. Das Äußere ist durch die Durchdringung zweier unterschiedlich hoher, in der Farbigkeit des Backsteins differenzierter, architektonischer Großformen geprägt. Das Erdgeschoss ist durch schlitzartige Fenster, die Giebel sind durch Rundfenster gegliedert. Der klar gegliederte Innenraum wird durch eine offene hölzerne Dachkonstruktion geprägt.

## Ausstattung
- Der Taufstein mit Maßwerkfüllungen aus der Zeit um 1500 stammt ursprünglich aus der früheren Dorfkirche in Heessen.
- Die Madonna ist von der zweiten Hälfte des 15. Jahrhunderts.
- Das hölzerne Kruzifix vom 16. Jahrhundert ist ungefasst.
- Bemerkenswert ist eine Sammlung an Architektursteinen von Bauten aus aller Welt.[1]